# List 59
List 59 (znany także jako Memoriał 59) – list otwarty podpisywany na przełomie 1975/1976 przez 66 (początkowo 59, stąd nazwa) intelektualistów polskich, którzy w ten sposób protestowali przeciwko zmianom w Konstytucji PRL, zwłaszcza wpisaniu do niej kierowniczej roli PZPR i wieczystego sojuszu z ZSRR.

## Tło
1 sierpnia 1975 podpisano akt końcowy Konferencji Bezpieczeństwa i Współpracy w Europie, w którym państwa członkowskie, w tym Polska, zobowiązywały się m.in. do przestrzegania praw człowieka.
We wrześniu 1975 ukazały się jednak „Tezy na VII Zjazd PZPR”, w których zapowiadano zmiany kilku artykułów Konstytucji PRL. W „Tezach” zapowiadano wprowadzenie zapisów:
- o przewodniej roli PZPR w państwie i socjalistycznym charakterze państwa,
- o trwałym i nienaruszalnym sojuszu Polski z ZSRR oraz
- o zależności respektowania przez władze PRL praw obywateli od wykonywania przez nich obowiązków wobec państwa.

Te dwa fakty były bezpośrednią przyczyną napisania listu protestacyjnego skierowanego do władz PRL.

## Pomysł Listu 59
Ideę napisania listu otwartego wysunął Jan Olszewski w mieszkaniu Anieli Steinsbergowej podczas jednego ze spotkań opozycji demokratycznej. Tekst zredagował jego pomysłodawca oraz Jakub Karpiński i Jacek Kuroń. Po zebraniu podpisów, 5 grudnia 1975 Edward Lipiński złożył List w Kancelarii Sejmu. Sygnatariusze wykorzystali fakt, że polskie prawo zapewniało bezpieczeństwo autorom listów do władz państwowych.

## Treść Listu 59
Powodowani troską obywatelską uważamy, że Konstytucja i oparte na niej prawodawstwo powinny zagwarantować przede wszystkim następujące wolności obywatelskie:
- Wolność sumienia i praktyk religijnych. Wolności tych nie ma, gdyż ludzie przyznający się do wierzeń religijnych lub ujawniający światopogląd odmienny od oficjalnie obowiązującego nie są dopuszczani do znacznej części kierowniczych stanowisk w urzędach i instytucjach publicznych, organizacjach społecznych i gospodarce narodowej. Dlatego należy zapewnić wszystkim obywatelom, bez różnicy religii, światopoglądu lub przynależności partyjno-politycznej jednakowe prawo do obejmowania stanowisk państwowych. Decydować powinny jedynie kwalifikacje, indywidualne zdolności i uczciwość osobista. Należy także umożliwić wszystkim grupom wyznaniowym swobodne wykonywanie praktyk religijnych oraz budowę świątyń.
- Wolność pracy. Wolności tej nie ma, gdy państwo jest jedynym pracodawcą, a związki zawodowe są podporządkowane instancjom partyjnym, sprawującym w praktyce władzę państwową. W tych warunkach – jak wskazują doświadczenia lat 1956–1970 – próby obrony interesów robotniczych grożą rozlewem krwi i prowadzić mogą do poważnych zaburzeń. Dlatego należy pracownikom zapewnić możliwość swobodnego wyboru własnej reprezentacji zawodowej, niezależnej od organów państwowych lub partyjnych. Należy zagwarantować również prawo do strajku.
- Wolność słowa i informacji. Gdy nie ma wolności słowa – nie ma swobodnego rozwoju kultury narodowej. Gdy wszystkie publikacje przed ukazaniem się podlegają cenzurze państwowej, a wydawnictwa i środki masowego przekazu są kontrolowane przez państwo – obywatele nie mogą świadomie ustosunkować się do decyzji władzy państwowej, ta zaś nie wie, jaki jest stosunek społeczeństwa do jej polityki. Szczególnie groźne następstwa państwowego monopolu publikacji oraz działania cenzury prewencyjnej występują w literaturze i sztuce, które nie pełnią swych społecznie doniosłych funkcji. Dlatego związkom pracowniczym, stowarzyszeniom twórczym, religijnym i innym należy umożliwić powołanie niezależnych od państwa wydawnictw i czasopism. Dlatego należy znieść cenzurę prewencyjną, a odpowiedzialność w wypadku naruszenia ustawy prasowej egzekwować tylko w drodze postępowania sądowego.
- Wolność nauki. Nie ma wolności nauki wówczas, gdy kryteria doboru kadry naukowej i tematów badań określane są przez władze państwowe i mają charakter polityczny. Dlatego należy przywrócić autonomię wyższych uczelni i zapewnić samorządność środowiska naukowego.

Zagwarantowanie tych podstawowych wolności nie da się pogodzić z przygotowywanym oficjalnie uznaniem kierowniczej roli jednej partii w systemie władzy państwowej. Tego rodzaju konstytucyjne stwierdzenie nadawałoby partii politycznej rolę organu władzy państwowej, nieodpowiedzialnego przed społeczeństwem i nie kontrolowanego przez społeczeństwo. W tych warunkach Sejm nie może być traktowany jako najwyższy organ władzy ustawodawczej, rząd nie jest najwyższym organem wykonawczym, a sądy nie są niezawisłe. Należy zapewnić realizację prawa wszystkich obywateli do wysuwania i wybierania swych przedstawicieli w pięcioprzymiotnikowych wyborach. Należy zapewnić niezawisłość sądów od władz wykonawczych, a Sejm uczynić rzeczywiście najwyższą władzą ustawodawczą.
Uważamy, że nierespektowanie wolności obywatelskich może doprowadzić do stopniowego pozbawiania społeczeństwa świadomości narodowej i do przerwania ciągłości narodowej tradycji. Jest to zagrożenie dla egzystencji narodu. [...]
Uznanie tych wolności, potwierdzone przez konferencję w Helsinkach, nabiera dziś wagi międzynarodowej, gdyż tam, gdzie nie ma wolności, nie ma pokoju ani bezpieczeństwa.

## Sygnatariusze
List podpisali (kursywą oznaczone podpisy dołączone w styczniu 1976):

- Stefan Amsterdamski
- Stanisław Barańczak
- Ewa Bieńkowska
- Jacek Bierezin
- Henryk Błachnio
- Irena Byrska
- Tadeusz Byrski
- Bohdan Chwedeńczuk
- Ludwik Cohn
- Andrzej Drawicz
- Jerzy Ficowski
- Kornel Filipowicz
- Zbigniew Herbert
- Ryszard Herczyński
- Maryla Hopfinger
- Zdzisław Jaroszewski
- Anna Kamieńska
- Jakub Karpiński
- Wojciech Karpiński
- Jan Kielanowski
- Stefan Kisielewski
- Jacek Kleyff
- Leszek Kołakowski
- Julian Kornhauser
- Maria Korniłowicz
- Mieczysław Kotlarczyk
- Marcin Król
- Ryszard Krynicki
- Jacek Kuroń
- Stanisław Leśniewski
- Edward Lipiński
- Jan Józef Lipski
- Zdzisław Łapiński
- Hanna Malewska
- ks. Stanisław Małkowski
- Jerzy Markuszewski
- Adam Mauersberger
- Adam Michnik
- Halina Mikołajska
- Jan Nepomucen Miller[1]
- Ludwik Muzyczka
- Zygmunt Mycielski
- Jerzy Narbutt
- Jan Olszewski
- Antoni Pajdak
- Krzysztof Pomian
- Hanna Rudzka-Cybisowa
- Józef Rybicki
- o. Jacek Salij
- Władysław Siła-Nowicki
- Stanisław Skalski
- Antoni Słonimski
- Aniela Steinsbergowa
- Julian Stryjkowski
- Jan Józef Szczepański
- Adam Szczypiorski
- Kazimierz Szelągowski
- Wisława Szymborska
- Jacek Trznadel
- Tadeusz Wojnarowski
- Maria Wosiek
- Adam Zagajewski
- Wacław Zawadzki
- Barbara Zbrożyna
- ks. Jan Zieja
- Wojciech Ziembiński[2].

Deklarację solidarnościową podpisało w styczniu 1976 78 intelektualistów i działaczy emigracyjnych, m.in.:
- Adam Ciołkosz
- Lidia Ciołkosz
- Maria Danilewicz Zielińska
- Józef Garliński
- Gustaw Herling-Grudziński
- Stefania Kossowska
- Jan Kott
- Józef Łobodowski
- Tadeusz Nowakowski
- Edward Bernard Raczyński
- Zofia Romanowiczowa
- Tymon Terlecki
- Wiktor Trościanko
- Leopold Tyrmand
- Józef Wittlin

## Inne listy
Po złożeniu w Sejmie list został zlekceważony przez władzę i stało się o nim głośno dopiero po 1 stycznia 1976, kiedy dowiedziały się o nim redakcje zachodnie. 9 stycznia 1976 swój list protestacyjny przesłał na ręce Marszałka Sejmu Episkopat Polski; 17 stycznia prezesi Klubów Inteligencji Katolickiej i redaktorzy naczelni wydawnictw katolickich; 21 stycznia 1976 intelektualiści przeciwni konstytucyjnemu zapisowi o wyróżnieniu stosunków Polski z ZSRR (tzw. List 14); 31 stycznia 1976 przedstawiciele polskiego świata kultury (tzw. List 101).

## Dalsze losy listu i jego historyczne znaczenie
10 lutego 1976 Sejm PRL uchwalił poprawki do Konstytucji PRL (przy jednym głosie wstrzymującym się: Stanisława Stommy z Koła Poselskiego „Znak”). 12 lutego 1976 Edward Gierek na konferencji prasowej określił sygnatariuszy Listu 59 jako „zacietrzewionych antykomunistów, ślepych politycznie”. Listy nie wpłynęły na decyzję władz o zmianie konstytucji, ale ostateczna wersja ustawy została złagodzona:
- w konstytucji nie łączono praw i obowiązków obywateli
- zapis o nierozerwalnym sojuszu polsko-radzieckim zamieniono na „nierozerwalną więź przyjaźni polsko-radzieckiej”, którą PRL miała umacniać
- do art. 1 włączono zapis, że PRL jest krajem socjalistycznym, a także dodano artykuł głoszący, że „przewodnią siłą polityczną społeczeństwa w budowie socjalizmu jest PZPR” (zamiast proponowanej wersji mówiącej o „przewodniej roli w państwie” rezerwowanej dla Partii).

List był pierwszym tak licznym wystąpieniem polskiej inteligencji (nie tylko opozycyjnej) przeciwko polityce PZPR, zaprzeczającym propagandowej tezie o jednomyślności rządu i społeczeństwa. Zarazem po raz pierwszy w geście sprzeciwu wobec linii Partii wspólnie wystąpiło środowisko opozycji lewicowej oraz duchowni i laikat Kościoła katolickiego.